# Dainis Kūla
Dainis Kūla (Tukums, 1959. április 28. –) olimpiai bajnok szovjet-lett atléta, gerelyhajító.

## Pályafutása
Az 1980-as moszkvai olimpián gerelyhajításban aranyérmet szerzett. Az 1983-as helsinki világbajnokságon bronzérmes lett. Egyéni legjobbja 92,06 m (1980) volt. 1984-ben súlyos karsérülése volt és ezt követően már nem ért el komolyabb eredményeket. Az 1993-as stuttgarti világbajnokságon már Lettország színeiben indult, de eredménytelenül fejezte be a versenyt.

## Sikerei, díjai
- Olimpiai játékok
  - aranyérmes: 1980, Moszkva
- Világbajnokság
  - bronzérmes: 1983, Helsinki